# Baleno (1932)
«Балено» (італ. Baleno) — ескадрений міноносець типу «Фольгоре» ВМС Італії часів Другої світової війни.

## Історія створення
Ескадрений міноносець «Балено» був закладений 1 травня 1930 року на верфі «Cantiere navale di Fiume» у Фіуме. Спущений на воду 22 березня 1931 року, вступив у стрій 15 червня 1932 року.

## Історія служби
Зі вступом Італії у Другу світову війну «Балено», разом з однотипними «Фольгоре», «Лампо» і «Фульміне» був включений до складу VIII ескадри есмінців. 
Вночі 14 червня 1940 року, патрулюючи в затоці Таранто, «Балено» помітив британський підводний човен «Одін», який перебував у надводному положенні, і який незадовго перед тим був атакований (і можливо пошкоджений) есмінцем «Страле». «Одін» негайно занурився, і «Балено» скинув 2 глибинні бомби. На другому заході «Балено» скинув ще 3 бомби, і британський човен затонув зі всім екіпажем.
7 липня «Балено» був у складі ескадри, що супроводжувала конвой транспортів у Лівію. 9 липня на зворотному шляху італійська ескадра зустрілась з британським флотом, внаслідок чого відбувся бій біля Калабрії.
На початку 1941 року есмінець пройшов модернізацію, під час якої старі зенітні автомати були замінені на нові 20-мм.
24 лютого есмінці «Балено», «Саетта», «Дженьєре», «Каміча Нера» та 2 міноносцями супроводжував конвой з 4 транспортів з Неаполя в Триполі. У дальньому супроводі перебували крейсери «Армандо Діац», «Джованні деле Банде Нере» та есмінці «Аскарі» і «Кораццьєре». Наступного дня поблизу Керкенни конвой був атакований британським човном «Апрайт», внаслідок чого був потоплений крейсер «Армандо Діац»o.
Надалі «Балено» супроводжував низку конвоїв в Північну Африку.

### Загибель
13 квітня 1941 року з Неаполя вийшов черговий конвой німецьких транспортів «Адана», «Арта», «Аегіна», «Ізерон» та італійського транспорту «Сабаудія» під охороною есмінців «Лука Таріго», «Балено» та «Лампо». Командував конвоєм капітан 2-го рангу П'єтро де Крістофаро.
15 квітня конвой був помічений літаком-розвідником з Мальти. На перехоплення вийшло ударне з'єднання у складі есмінців «Могаук», «Джервіс», «Джейнес» та «Нубіан» під командуванням капітана 1-го рангу Філіпа Мака (англ. Philip Mack).
16 квітня о 1:59 британці помітили конвой біля острову Керкенна. Британська атака була раптовою. Італійці були атаковані одночасно з моря та повітря. На малих дистанціях кораблі стріляли практично в упор. Були потоплені 3 транспорти та есмінець «Лука Таріго», який, проте, зміг торпедувати британський есмінець «Могаук», який згодом був добитий британськими кораблями. 
Сильно пошкоджений «Лампо» вдалось посадити на мілину, згодом відбуксирувати в Італію для капітального ремонту.
О 2:20 «Балено» був обстріляний «Джервісом» і «Джейнесом». Першим же залпом були вбиті або важко поранені капітан та всі офіцери. Вийшли з ладу обидві машини, на кораблі почалась пожежа і він почав тонути. 
Вцілілим членам екіпажу вдалось посадити корабель на мілину. 
Загалом з усього екіпажу вдалось врятуватись лише 37 морякам. Важко пошкоджений корабель протримався на мілині 2 дні, після чого зненацька перекинувся та затонув.
Загалом за час війни «Балено» здійснив 64 місії (3 у складі флоту, 7 протичовнових, 22 супроводів конвоїв, 5 тренувальних, 27 переходів та інших операцій), пройшовши при цьому 18 782 милі.
у 1950-1951 роках рештки корабля були знайдені фірмою «MICOPERI» (Minio Contivecchi Recuperi) на невеликій глибині та частково розібрані на метал.